# Limnophora cheesmanae
Limnophora cheesmanae är en tvåvingeart som beskrevs av Malloch 1929. Limnophora cheesmanae ingår i släktet Limnophora och familjen husflugor. Inga underarter finns listade i Catalogue of Life.